# Chougeat
Le hameau de Chougeat est le plus haut des douze hameaux de la commune de Matafelon-Granges. Il est situé dans un vallon en cul-de-sac. Il est le départ de chemins de randonnées pour le rocher de Chougeat qui domine la vallée de l'Ain et pour la « grotte du maquis » et la stèle commémorant les maquis de l'Ain et du Haut-Jura.